# Jean Marilier
 (mars 2021).
Si vous disposez d'ouvrages ou d'articles de référence ou si vous connaissez des sites web de qualité traitant du thème abordé ici, merci de compléter l'article en donnant les références utiles à sa vérifiabilité et en les liant à la section « Notes et références ».
Pour l’article ayant un titre homophone, voir Marillier.
Le chanoine Jean Marilier, né le 12 mai 1920 à Varois-et-Chaignot, mort le 28 juin 1991 à Dijon, est un spécialiste de l'histoire religieuse, médiéviste et historien français.

## Biographie
Jean Marilier (1920-1991), fait ses études au grand séminaire de Dijon sous la direction du chanoine Maurice Chaume, auprès de qui il s'initie à l'histoire de la Bourgogne (celle de ses églises en particulier).
En 1947, il est ordonné prêtre au diocèse de Dijon. Il est d'abord vicaire à Meursault puis curé de Jailly et Hauteroche. En 1975, il devient chanoine de la cathédrale de Dijon. Spécialiste de l'histoire religieuse avant 1200, il enseigne l'histoire à l'école Saint-François-de-Sales de Dijon puis à l'école Notre-Dame. Il mène à bien un grand nombre de travaux sur l'archéologie, l'histoire de l'art et s'intéresse particulièrement au monachisme et à la critique des textes. En 1985, il est archiviste diocésain et en 1986 correspondant des travaux historiques et scientifiques. Il est membre de l'Académie des Sciences, Arts et Belles-Lettres de Dijon. De 1970 à 1988, il est conservateur des Antiquités et objets d'arts de la Côte-d'Or. En 1987, il est président de l’Association pour la sauvegarde des édifices ruraux de la Côte-d’Or. Une rue de Dijon porte son nom.
Il est le créateur et premier conservateur du musée d'Art sacré de Dijon.

## Publications
- [1959] René Louis et Jean Marilier, « Les Cryptes de l'église carolingienne de l'abbaye Saint-Pierre de Flavigny-sur-Ozerain (Côte-d'Or) de 1957 à 1959... », Revue archéologique de l'Est, Dijon, t. 10,‎ 159, p. 12.
- [1961] (la) Chartes et documents concernant Cîteaux (1098-1182), Rome, 1961, 204 p., sur documents.cbma-project.eu (présentation en ligne, lire en ligne).
- Recherches sur le cartulaire de Flavigny (719-1020)
- [1963] « Les privilèges épiscopaux de l'église de Losne (Côte-d'Or) », Mémoires de la Société pour l'Histoire du droit et des institutions des anciens pays bourguignons, comtois et romands, t. 1, no 24,‎ 1963, p. 248-287.
- [1965] Quelques aspects du diocèse de Langres au VIIIe siècle, le diocèse, les cathédrales, les évêques, Langres, 1965.
- [1966] « Une réplique de Saint-Étienne de Vignory : Notre-Dame de Losne », dans Mélanges offerts à René Crozet, Société d’Études Médiévales, 1966 (présentation en ligne), p. 223-235.
- [1970] « Saint-Vivant de Vergy », Mémoire de la Commission des antiquités de la Côte-d'Or (CACO),‎ 1970-1971 (lire en ligne [sur bm.dijon.fr]).
- [1971] L'abbaye cistercienne du Lieu-Dieu, publié par l'association des amis de Vergy, Mairie de l'Étang-Vergy, Côte-d'Or, 1971 (présentation en ligne).
- [1973] « textes médiévaux [réunis et annotés] », dans Alésia : textes originaux et traductions, éd. les Belles lettres, 1973.
- [1974] Jean Marilier et Charles Guillaume, « L'Église Saint-Saturnin de Vergy », Les Cahiers de Vergy, Association des amis de Vergy, no 10,‎ 1974, p. 26.
- [1977] « Le Château de Gevrey-Chambertin : historique », Les Cahiers de Vergy, no 14,‎ 1977, p. 24.
- [1982] « Le Chapitre collégial de Saint-Denis à Vergy et à Nuits-Saint-Georges », Les Cahiers de Vergy, no 21,‎ 1982.
- [1982] Semur-en-Auxois, collégiale Notre-Dame, Lyon, 1982, 20 p.
- [1989] Armorial des villes et bourgs : chefs-lieux de cantons de la Côte-d'Or, Le Bien public, 1989, sur _ _ _.
- [1991] Histoire de l'Église en Bourgogne, Dijon, éd. le Bien Public, 1991, 205 p., [sur books.google.fr] (ISBN 2-905441-36-4, présentation en ligne).
- [1991] Saint-Seine l'Abbaye : Côte d'Or, 1991, 23 p., [sur books.google.fr] (présentation en ligne).

## Sources
- Bibliothèque Nationale de France, notice sur l'auteur FRBNF11914580, Marilier, Jean (1920-1991).
- Service Régional de l'Archéologie Bourgogne, Bulletin de liaison no 11, décembre 1991  (ISSN 1161-6792), p. 3.